# وادي صفورية
وادي صفورية أو وادي الملك (بالعبرية: נחל ציפורי) هو واد دائم الجريان معظم السنوات، بفضل بعض الينابيع الواقعة في حوض تصريفه، البالغ من المساحة نحو 270 كم2، إضافة الى كميات الامطار المتساقطة بمعدل سنوي يبلغ نحو 700 ملم، من أهم هذه الينابيع: نبع القسطل، نبع رأس العين، نبع الخلادية.

## مجرى الوادي
يبلغ طول وادي الملك نحو 32 كم، يبدأ من منطقة جبال الناصرة، "جبل سيخ"، الواقع جنوب كفركنا. ويسمى الوادي في مجراه الأعلى وادي المشيرفة، يصرف وادي الملك مياه جميع المنحدرات الشمالية لجبال الناصرة، منحدرات جبل طرعان (عدا منحدراته الشرقية)، مرج طرعان، مرج البطوف، ومنطقة تلال شفاعمرو، ذلك في طريقه غربًا، يصب في نهر المقطع الذي يسمى بالعبرية كيشون قبيل مصبه في البحر الأبيض المتوسط بنحو 7 كم.

## لمحة جغرافية
يحيط وادي الملك -كثير الالتواءات- في غالبية أقسامه مروج واسعة، وتنمو فيه الكثير من النباتات مثل: الصفصاف،العليق،الجرجير، اليرناحين، العبهر، البطم، السويد، الهليون. وينتشر في المناطق التي يكثر بها الصخر الناري كوادي صفورية أو الملك نبات حوض البحر الأبيض المتوسط، كالسنديان، السريس، الخروب، البرزة، ومتسلقات أخرى مثل سلطان الجبل، واللجيم.
تتواجد حول ضفاف الوادي أكبر المجمعات البدوية في الشمال، بسمة طبعون، الزرازير، الكعبية، الحلف، الزبيدات، الخوالد وغيرها.

## مسار الوادي
يبدأ المسار في مجرى الوادي الفاصل بين الكعبية الشمالية والكعبية الجنوبية، لون اشارته أزرق، طوله نحو 3.5 كم، وينتهي بالقرب من قرية رأس علي غربًا.

## راس العين
تدفقت منه كمية من المياه تراوحت بين 35-100 متر مكعب في الساعة. بنيت حوله منذ الفترة البيزنطية بركة لتجميع المياه ورفع منسوبها، تم استغلال هذا المنسوب لتشغيل المطاحن المبنية في الوادي، أقيم في القرن التاسع عشر سد لنفس الغرض، نقلت المياه بواسطة قناة خاصة تصل الى المطاحن مثل: طواحين راس علي وطاحونة الراهب.
طواحين راس علي
هما طاحونتا قمح عثمانيتان تقعان على الضفة الجنوبية لوادي الملك، بالقرب من قرية رأس علي. تم بناء الطاحونتين، إحداهما فوق الأخرى، وتم تشغيلهما بواسطة مياه راس العين، الذي يقع في أعلى الوادي على بعد نحو 3 كيلومترات منهما. كانت المياه تصل إلى الطواحين عبر قناة مائية.
عند سفح مبنى الطاحونة السفلية، تم العثور على بقايا اثار صليبية. وتتميز الطواحين بوجود مدخنة بارتفاع 12 مترًا، وهي الأعلى بين جميع طواحين القمح المعروفة في فلسطين التاريخية. كانت الطاحونة العليا قيد الاستخدام حتى ثلاثينيات القرن العشرين، بينما استمرت الطاحونة السفلية بالعمل حتى عام 1946. تقع المطحنة الى الغرب من مطحنة الراهب، على بعد نحو 1 كم منها، بجانب نبع الخوالد.
طاحونة الراهب
سميت بمطحنة الراهب على اسم الرهبان الكرمليين، الذين اشتروها من أصحابها الدروز من شفاعمرو، كانت عائلة "قرمان" الاقطاعية من ابطن، صاحبة الأملاك والأراضي الكثيرة، قد استاجرت المطحنة من أصحابها الجدد. خدمت هذه المطحنة سكان شفاعمرو والقرى المجاورة حتى أواخر سنوات العشرين من القرن العشرين، عندما أقيمت المطاحن التي عملت بواسطة المحركات في شفاعمرو وابطن، هُجرت المطحنة مدة 30 عاما. رُمم مبناها سنة 1954 وحُولت الى مزرعة للخنازير، تتبع لأحد سكان حيفا المسيحيين. عملت المطحنة بقوة المياه التي وصلتها من رأس العين بواسطة قناة خاصة، بعد خروج المياه منها، جمعت ثانية بقنوات أخرى لتجري نحو مطاحن إضافية في مواقع لاحقة بالقرب من رأس علي.
في عام 2014، تعرضت الطاحونة للحرق المتعمد من قبل مجهولين.

## صور

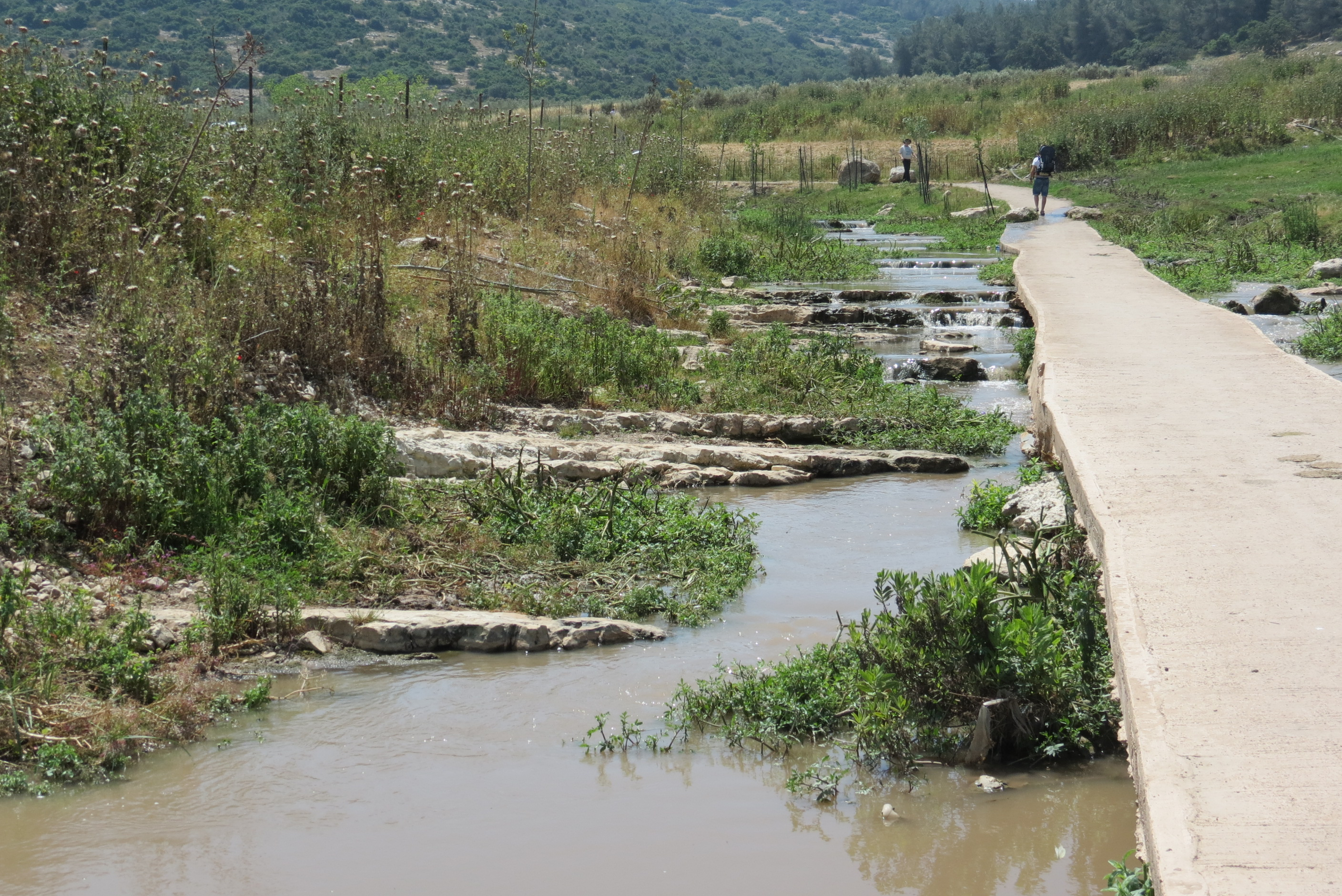
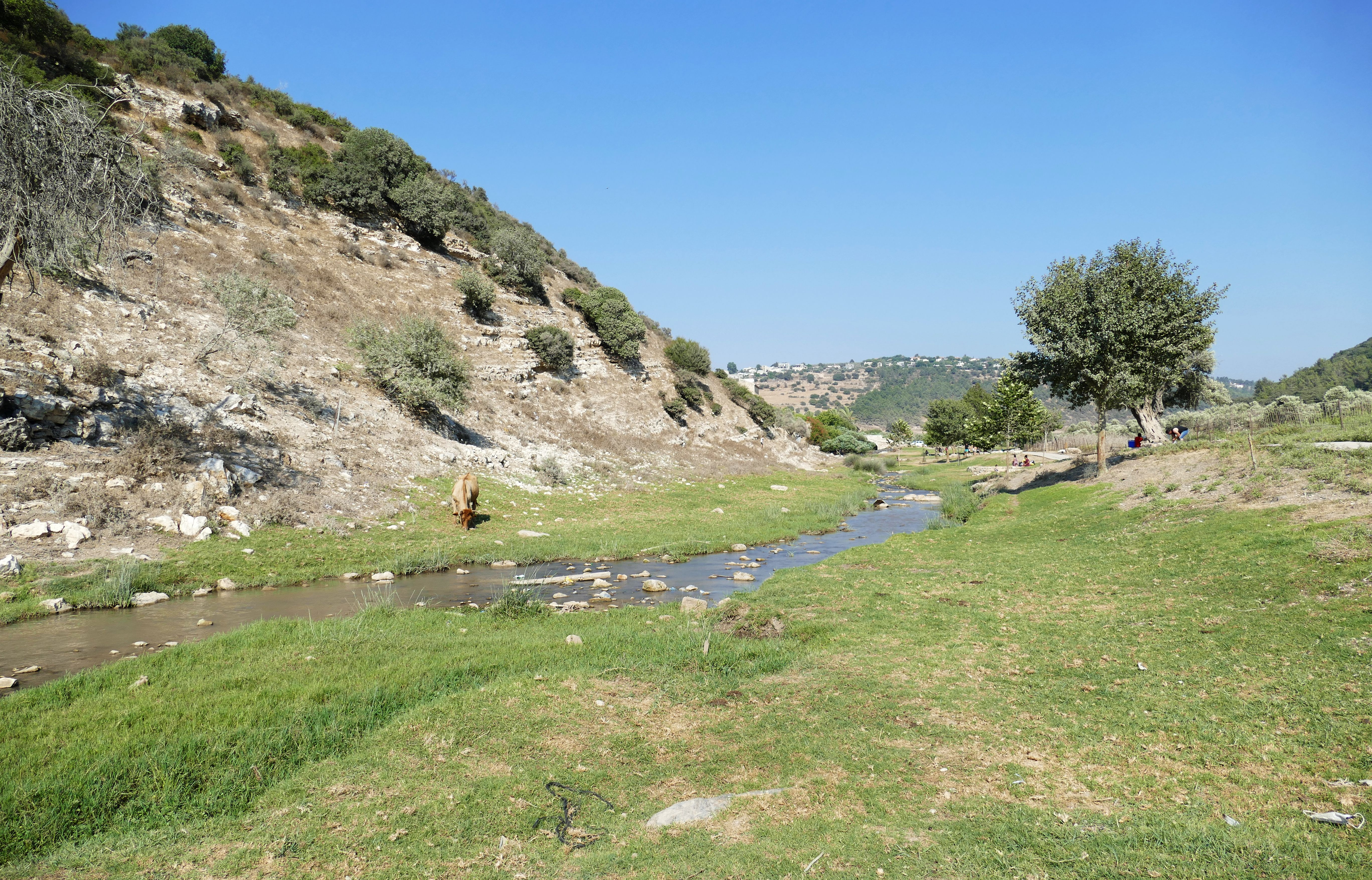
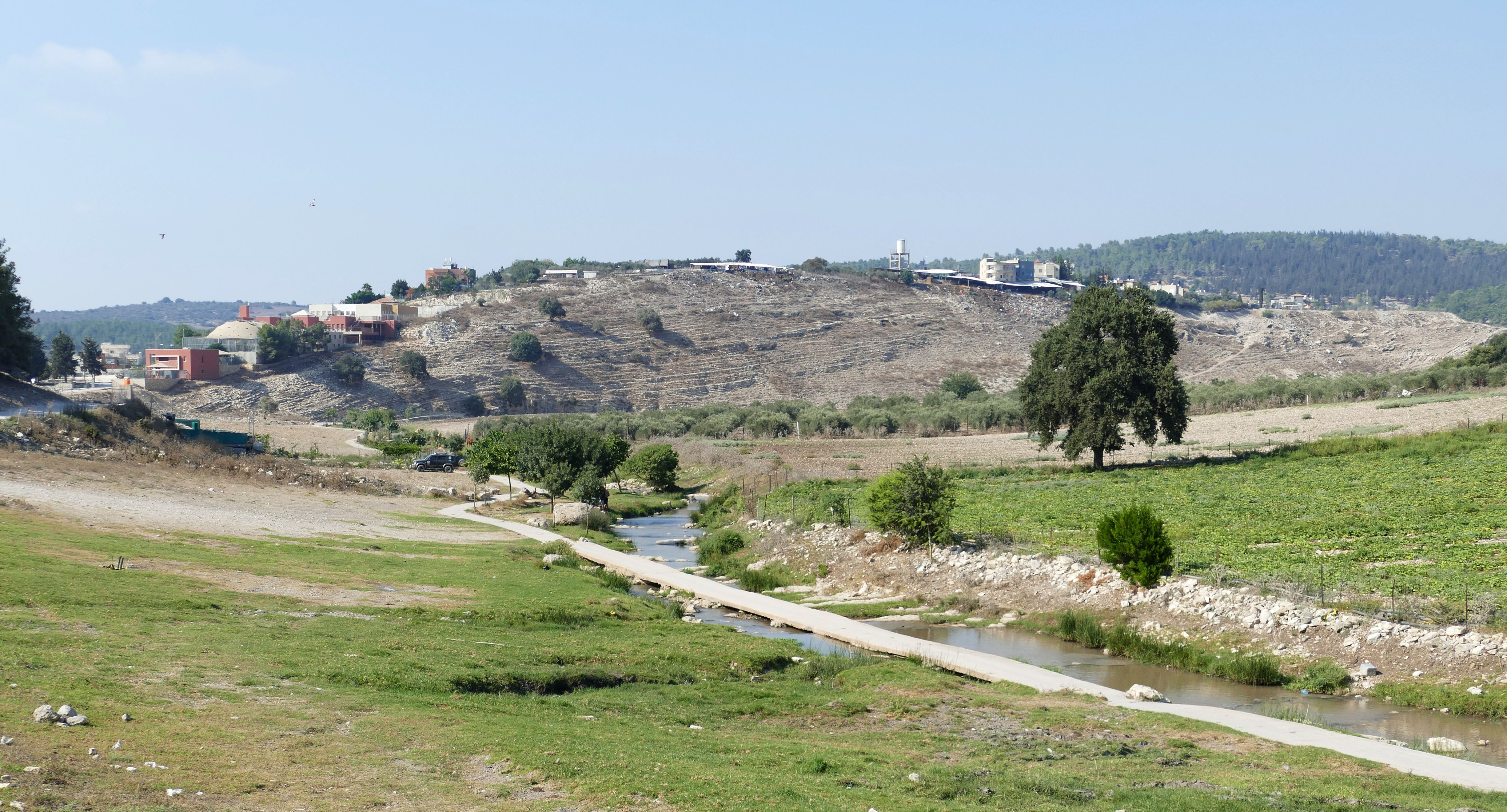
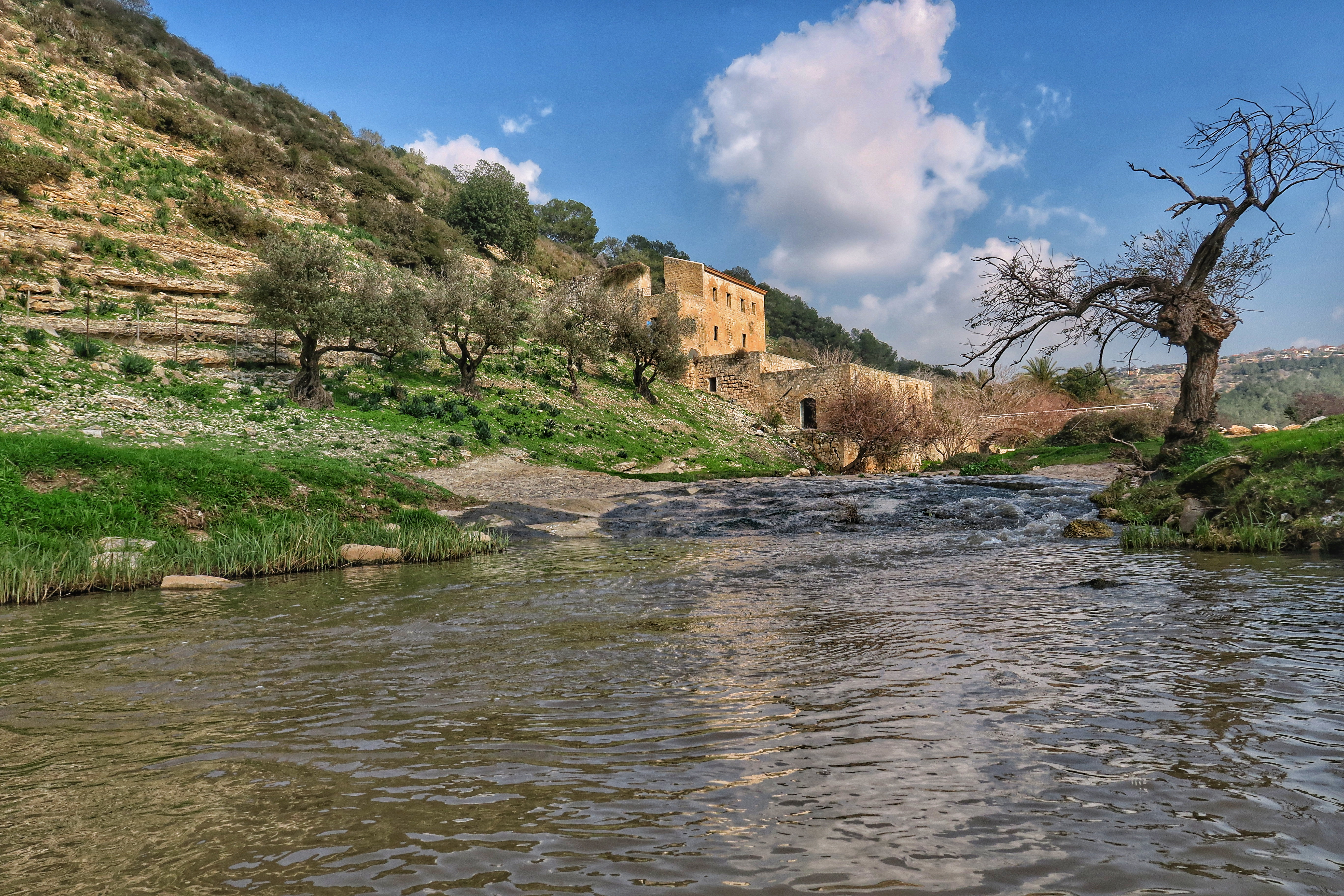
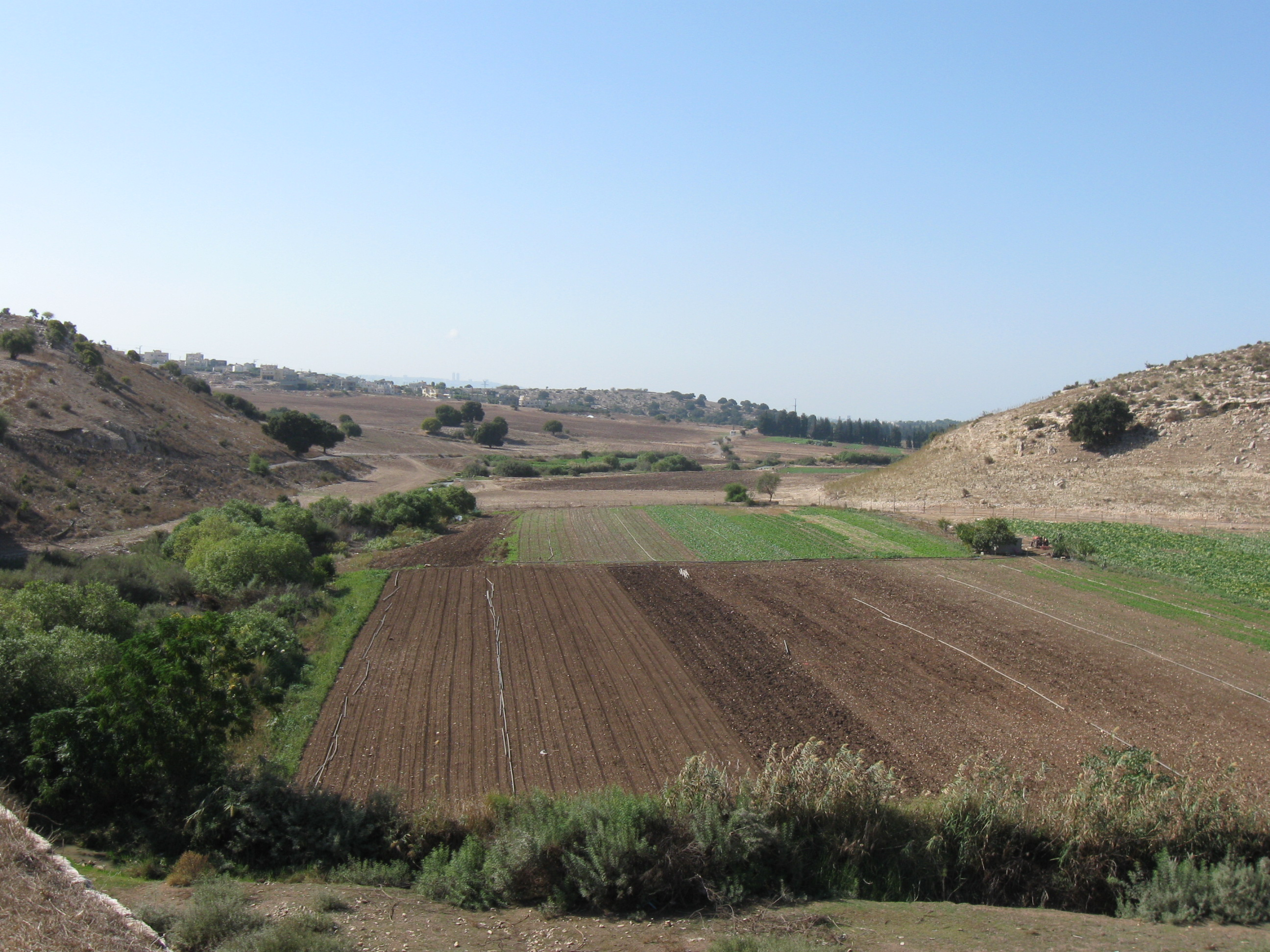
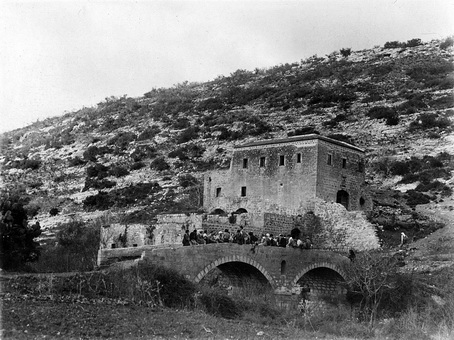
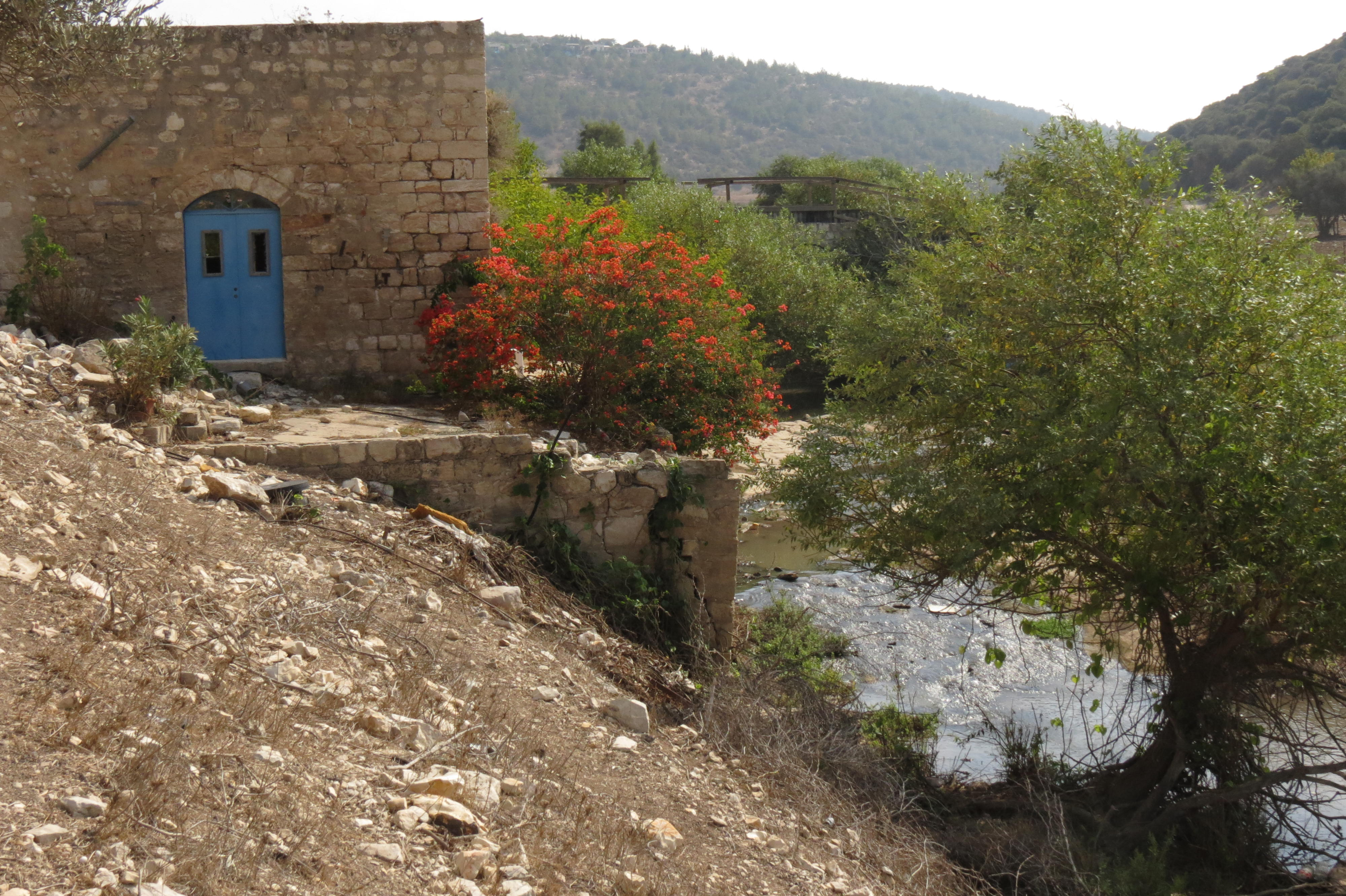
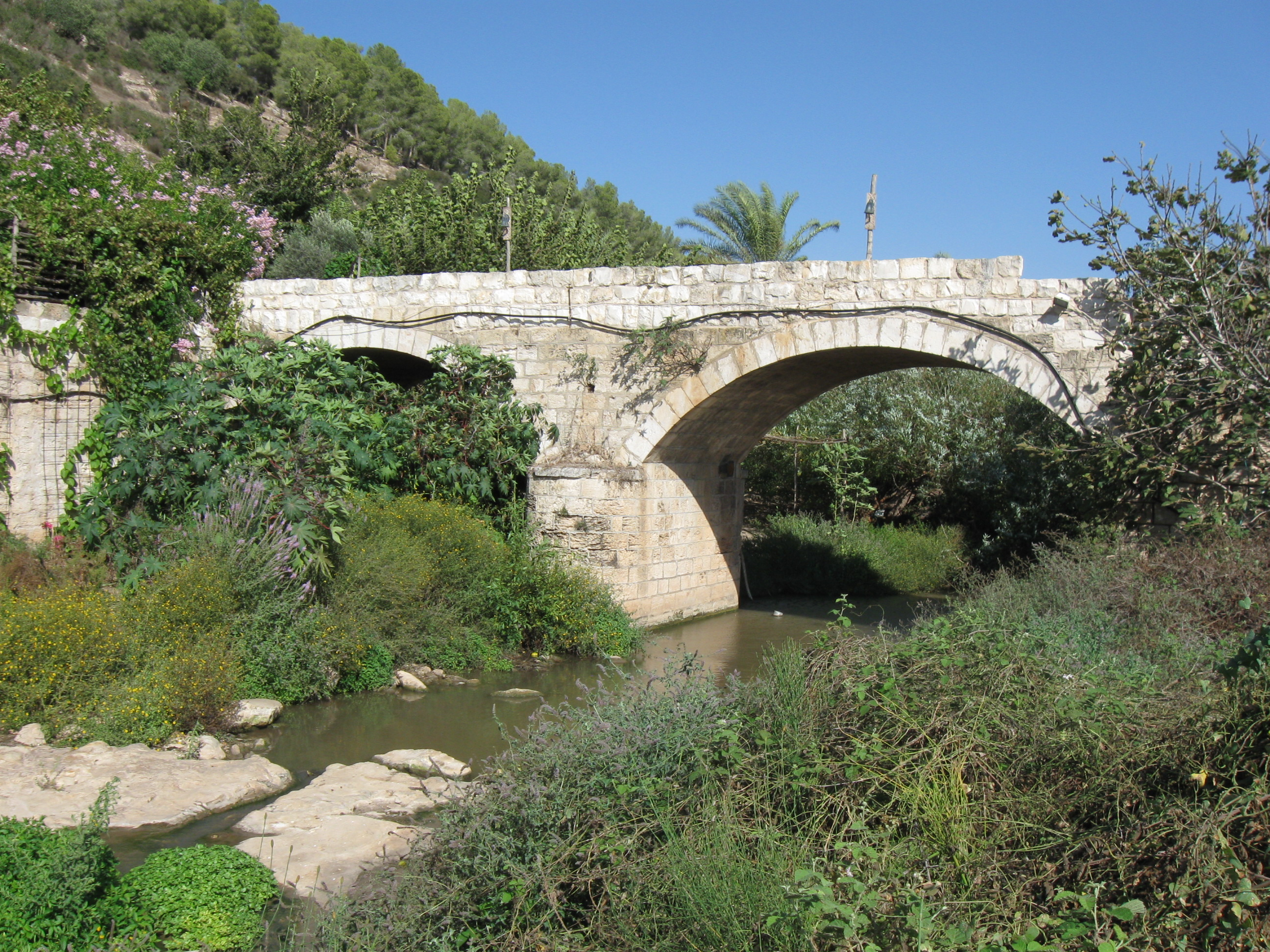
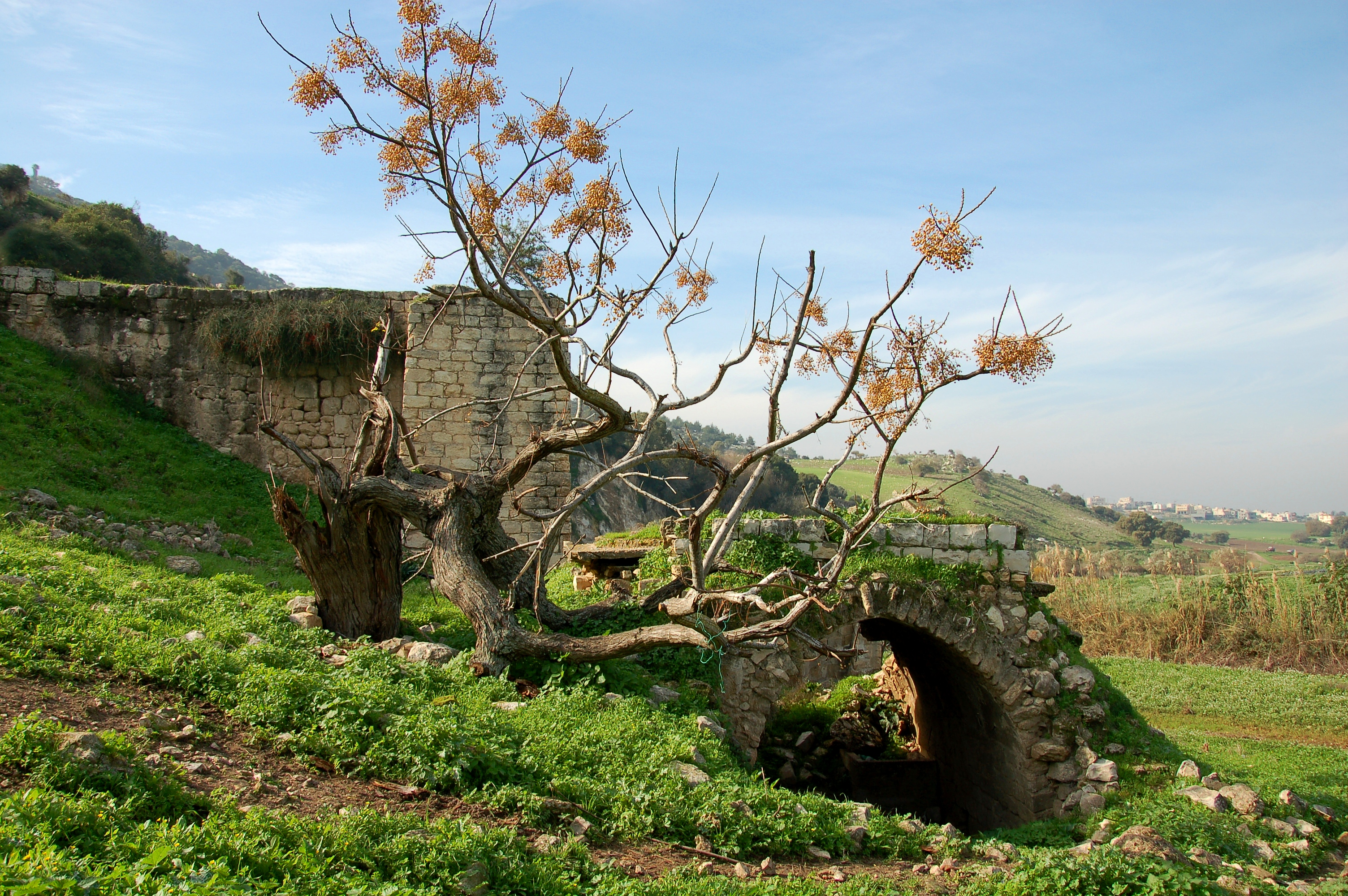
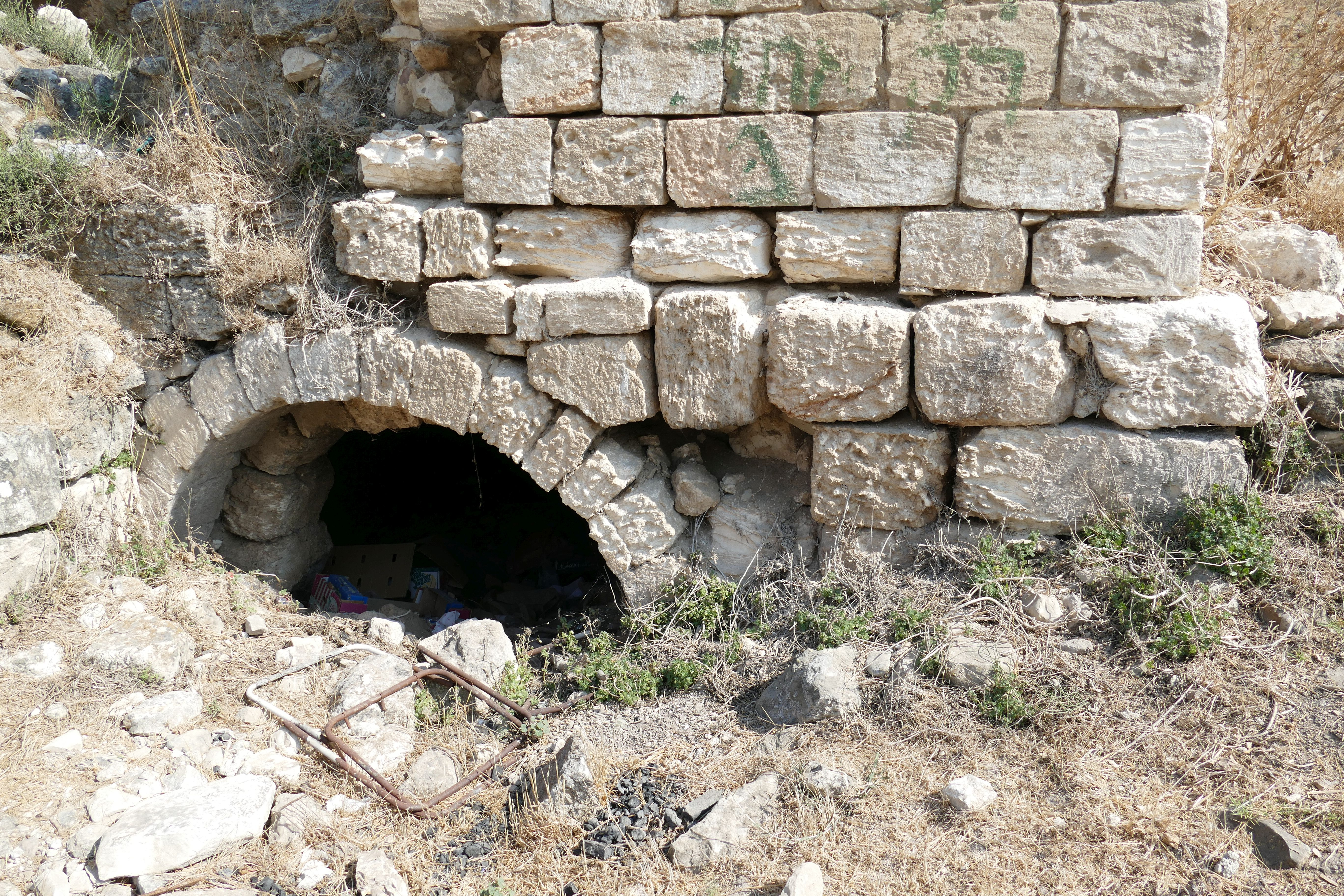
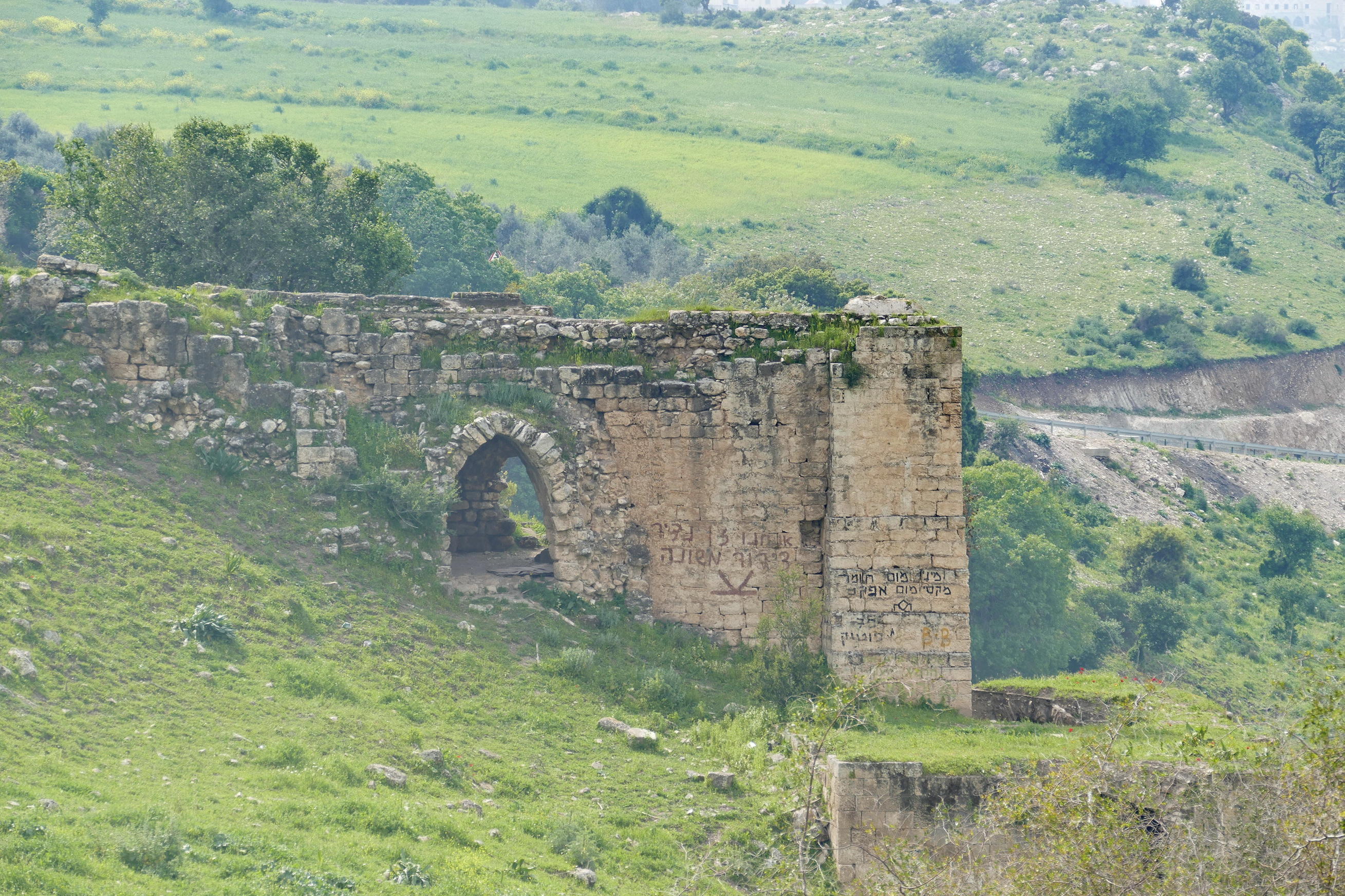
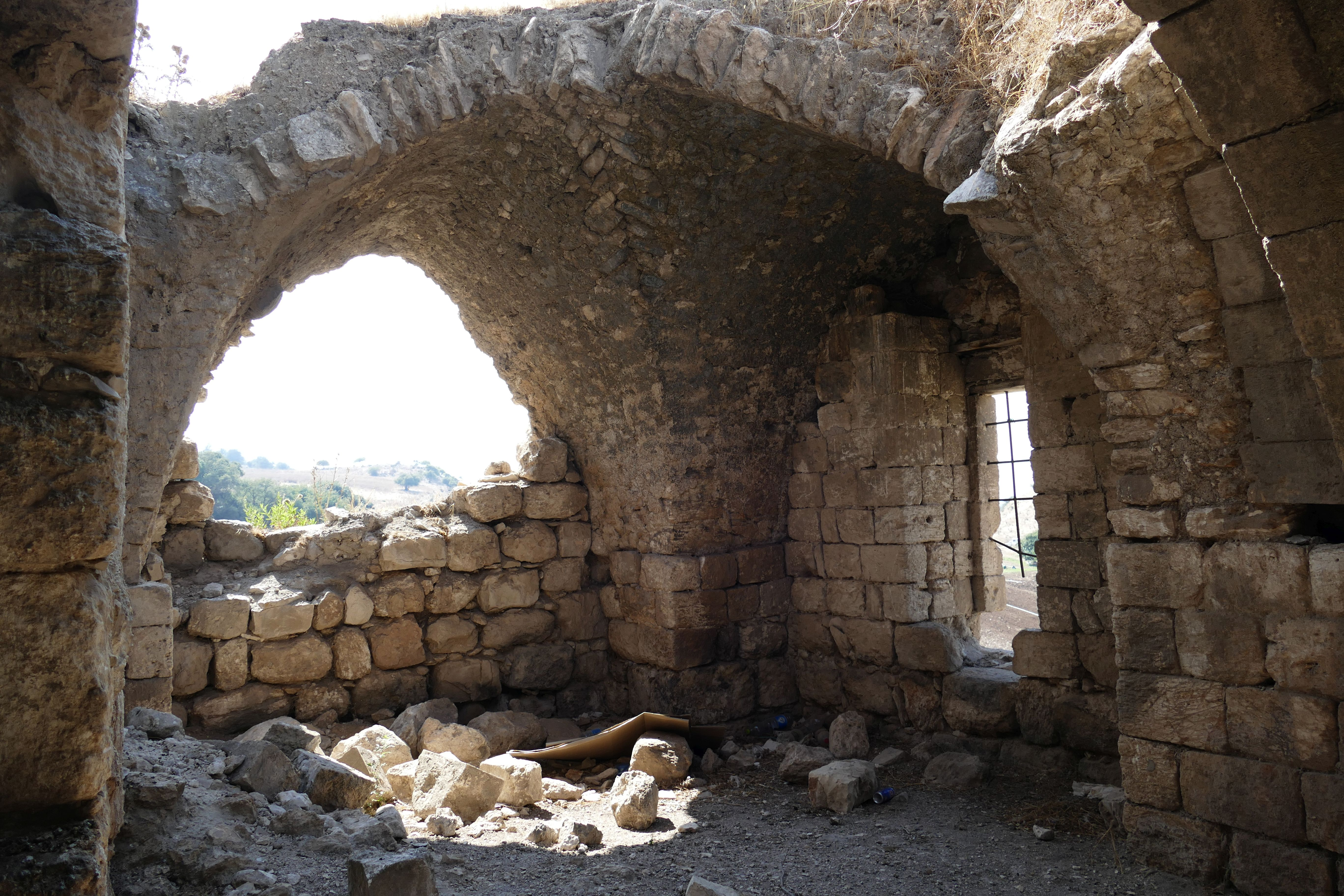